# Diocesi di Raso
La diocesi di Raso (in latino: Dioecesis Rhasensis) è una sede soppressa e sede titolare della Chiesa cattolica.

## Storia
Raso, corrispondente all'odierna città di Stari Ras in Serbia, è un'antica sede vescovile dalle origini incerte, forse eretta con l'instaurarsi del primo impero bulgaro nei Balcani occidentali.
La diocesi appare per la prima volta nella decisione di Basilio II del marzo 1020, con la quale l'imperatore definiva ulteriormente l'estensione e la giurisdizione dell'arcidiocesi di Acrida, di cui Raso diventava una delle suffraganee. La provincia ecclesiastica di Acrida fu in questa occasione sottomessa al patriarcato di Costantinopoli e ne seguì la sorte con l'insorgere del cosiddetto scisma d'Oriente nel 1054.
Dal 1933 Raso è annoverata tra le sedi vescovili titolari della Chiesa cattolica; dall'11 settembre 2003 il vescovo titolare è Braulio Sáez García, O.C.D., già vescovo ausiliare di Santa Cruz de la Sierra.

## Cronotassi dei vescovi titolari
- Francesco Solano Muente y Campos, O.F.M. † (21 luglio 1939 - 7 agosto 1951 deceduto)
- Thomas Kiely Gorman † (8 febbraio 1952 - 19 agosto 1954 succeduto vescovo di Dallas-Fort Worth)
- John Anthony Donovan † (6 settembre 1954 - 25 febbraio 1967 nominato vescovo di Toledo)
- Octavio Nicolás Derisi † (16 novembre 1970 - 22 ottobre 2002 deceduto)
- Braulio Sáez García, O.C.D., dall'11 settembre 2003